# Château de Bernouville
Ne doit pas être confondu avec Château de Bénouville.
Le château de Bernouville est un château fort en ruine, situé dans la forêt éponyme (le « bois de Bernouville ») sur le territoire de la commune d'Hautot-sur-Mer, dans le nord de la Seine-Maritime en Normandie. Édifié à partir du XIe siècle ou du XIIe siècle, il n'en reste aujourd'hui que des vestiges.

## Situation
Le château est aujourd'hui situé au cœur d'une petite forêt, appelée officiellement le bois de Bernouville et parfois le « bois d'Hautot », du nom de la commune sur laquelle il se trouve. 
La forêt n'existait pas au moment de la construction du château, et l'emplacement de celui-ci devait lui permettre de surveiller une partie de la côte normande.

## Histoire

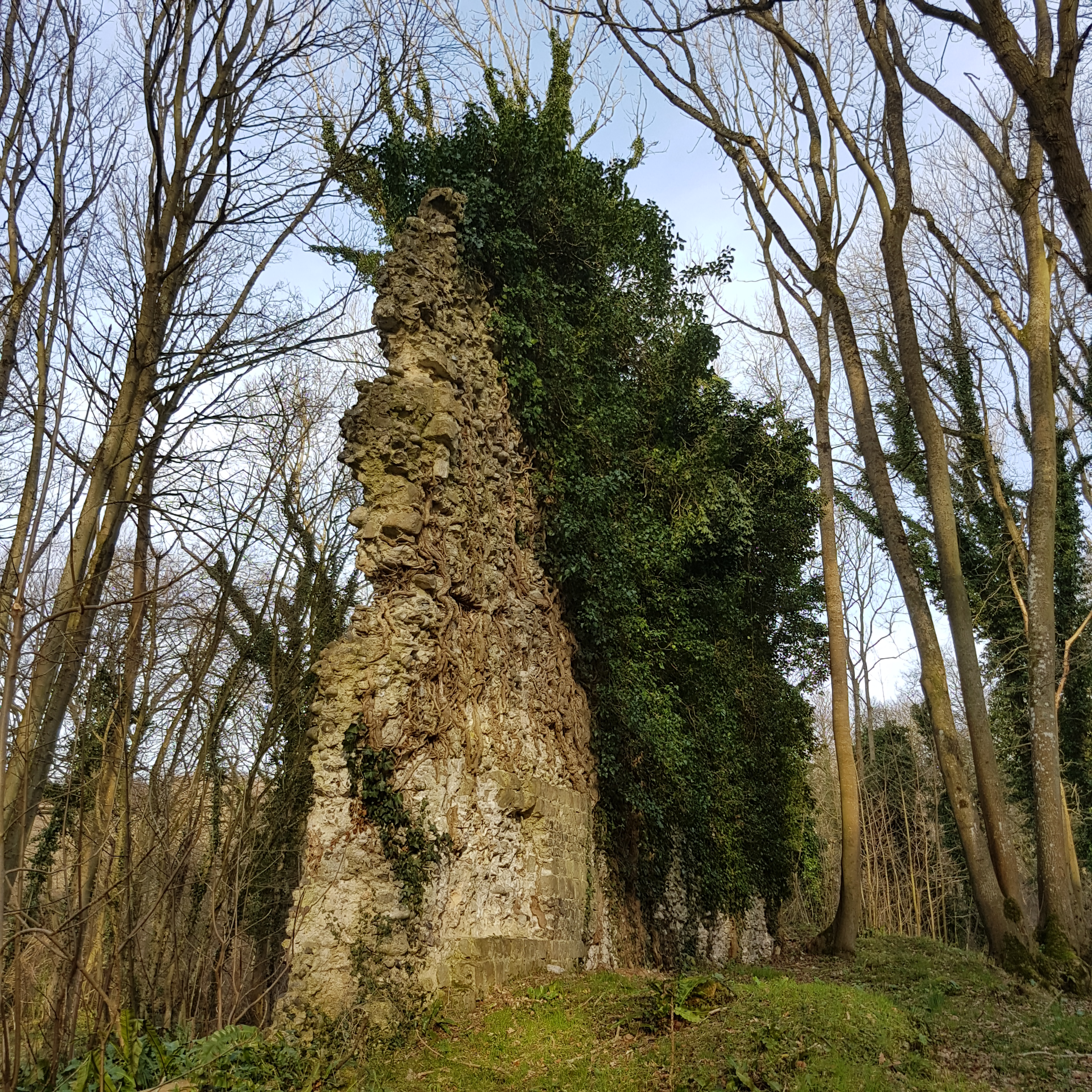
Pan de mur du château.

Le château est édifié à partir du XIe siècle ou du XIIe siècle par les seigneurs d'Hautot. Son histoire est méconnue : il est la propriété de Robert d'Estouteville au XIVe siècle puis, le 3 février 1419, pendant la guerre de Cent Ans, il capitule après avoir été assiégé par les Anglais. Au XVIe siècle, la forteresse n'est déjà plus qu'une ruine dont les pierres sont données aux religieux de l'Ordre des Minimes pour la construction de leur chapelle à Dieppe. Après la Révolution, les habitants des environs continuent de récupérer des matériaux pour permettre d'autres constructions, particulièrement dans le hameau de Bernouville.
Les arbres sont plantés au XIXe siècle afin de transformer l'endroit en lieu de promenade romantique, suivant la mode de l'époque.
Des fouilles menées entre 1992 et 1994 permettent de mettre au jour les fondations de l'édifice ainsi que des céramiques et des carreaux de pavage.

## Description
Le château couvre une superficie de 14 000 m2. Il est constitué d'un ensemble de bâtiments entouré d'un double mur d'enceinte qui a presque entièrement disparu et de deux fossés toujours visibles. L'ancienne entrée est marquée par les vestiges d'un châtelet.